# 東松江駅 (島根県)
東松江駅（ひがしまつええき）は、島根県松江市八幡町にある、西日本旅客鉄道（JR西日本）山陰本線の駅である。
本稿では、日本貨物鉄道（JR貨物）のコンテナ集配基地の東松江新営業所についても記述する。

## 歴史
- 1908年（明治41年）11月8日：官設鉄道安来駅 - 松江駅間延伸時に、馬潟駅（まかたえき）として開設[3]。一般駅[1]。
- 1909年（明治42年）10月12日：線路名称制定、山陰本線所属となる。
- 1930年（昭和5年）4月1日：貨物支線当駅 - 馬潟港駅間開通[4]。
- 1961年（昭和36年）9月23日：貨物取扱廃止[1]。
- 1972年（昭和47年）2月10日：荷物扱い廃止[5]、無人駅化[6]。
- 1973年（昭和48年）4月1日：東松江駅（ひがしまつええき）に改称[2]。同時に貨物取扱再開[7]（松江駅貨物取扱業務を移管）。
- 1974年（昭和49年）10月1日：荷物扱い再開[1]。
- 1975年（昭和50年）4月1日：貨物支線当駅 - 馬潟港駅間廃止[4]。
- 1978年（昭和53年）10月2日：荷物扱い廃止[1]。
- 1987年（昭和62年）4月1日：国鉄分割民営化に伴い、西日本旅客鉄道（JR西日本）・日本貨物鉄道（JR貨物）の駅となる[1]。
- 1993年（平成5年）3月頃：乗車駅証明書発行機設置、使用開始[8]。
- 1996年（平成8年）3月16日：貨物列車設定廃止[1]。自動車代行駅となる[1]。
- 2006年（平成18年）4月1日：東松江オフレールステーション（現・東松江新営業所）開設。
- 2015年（平成27年）4月1日：JR貨物の駅が廃止[9]。東松江オフレールステーションのみ、コンテナ集配基地として存続。
- 2016年（平成28年）12月17日：ICカード「ICOCA」の利用が可能となる[10][広報 1]。ICカード専用簡易改札機で対応。

## 駅構造
単式ホーム1面1線と島式ホーム1面2線、計2面3線を有する列車交換や待避可能な地上駅。松江駅までは複線、米子方面は安来駅まで単線区間（なお、揖屋駅構内に2km程複線区間がある）である。松江駅管理の無人駅。駅舎があり、出雲保線区松江保線管理室を併設している。以前はその駅舎内に自動券売機が設置されていたが、現在は撤去されている。駅舎は単式1番のりばに面しており、島式2・3番のりばへは跨線橋で連絡している。

### のりば
| のりば | 路線     | 方向 | 行先             |
| ------ | -------- | ---- | ---------------- |
| 1      | 山陰本線 | 下り | 松江・出雲市方面 |
| 2・3   | 山陰本線 | 上り | 米子・鳥取方面   |

付記事項
- 停車列車が主に使う下り本線は1番のりば、上り本線は2番のりばである。
- 3番のりばは米子方面で、特急通過待ちを行う列車が使用する。

## 東松江新営業所

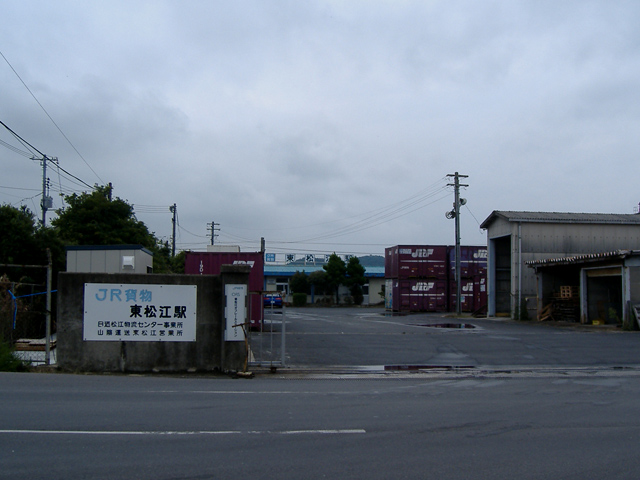
東松江オフレールステーション入り口（2007年10月）

東松江新営業所は、旅客駅南東側にあるJR貨物のコンテナ集配基地である。しかし2015年の山陰本線第二種鉄道事業免許廃止に伴い貨物駅では無くなっており、貨物列車発着も無い。
12フィートコンテナ貨物を取扱っており、2017年3月改正時点では、貨物列車代替のトラック便が伯耆大山駅着発が、1日それぞれ2本、1本設定されている。
当駅は以前岡山と結ぶ貨物列車が発着し、1面2線のコンテナホームを有していたが、1996年（平成8年）3月にトラック代行輸送に転換され自動車代行駅となった。その後、2006年（平成18年）4月に駅の一部がオフレールステーションとなり、2015年中に貨物駅としても廃止されたことで、以前のコンテナセンターと同様の形態となった。
2013年の豪雨災害で山口線貨物列車が運休し、そのまま年度末に岡見駅が廃止されて以降、島根県で唯一営業しているJR貨物の施設である。

## 利用状況
2022年度の1日平均乗車人員は71人である。2004年度は77人、1994年度は125人、1984年度は84人だった。
近年の1日平均乗車人員の推移は以下の通り。
| 乗車人員推移 | 乗車人員推移 |
| 年度         | 1日平均人数  |
| ------------ | ------------ |
| 1999         | 113          |
| 2000         | 111          |
| 2001         | 98           |
| 2002         | 82           |
| 2003         | 87           |
| 2004         | 77           |
| 2005         | 73           |
| 2006         | 71           |
| 2007         | 95           |
| 2008         | 112          |
| 2009         | 113          |
| 2010         | 112          |
| 2011         | 102          |
| 2012         | 100          |
| 2013         | 110          |
| 2014         | 85           |
| 2015         | 87           |
| 2016         | 89           |
| 2017         | 92           |
| 2018         | 87           |
| 2019         | 80           |
| 2020         | 69           |
| 2021         | 63           |
| 2022         | 71           |

## 駅周辺
- 出雲国分寺跡
- 平濱八幡宮
- 松江市立竹矢小学校
- 松江市立竹矢幼稚園
- 国道9号
- 島根県道153号東出雲馬潟港線
- 島根県道192号東松江停車場線
- 島根県道230号馬潟港線

## 隣の駅
西日本旅客鉄道（JR西日本）
 山陰本線
揖屋駅 - 東松江駅 - 松江駅

### かつて存在した路線
日本国有鉄道
山陰本線貨物支線
東松江駅 - 馬潟港駅

#### 広報資料・プレスリリース等1次資料
1. ↑  山陰線（出雲市～伯耆大山駅間）、伯備線（根雨駅、生山駅、新見駅）ICOCAご利用開始日・自動改札機ご利用開始日決定! - 西日本旅客鉄道（2016年10月18日付）

#### 統計資料
1. ↑  “島根県統計書”. しまね統計情報データベース.   島根県政策企画局. 2025年2月4日閲覧。